# Louis Bellaud de La Bellaudière

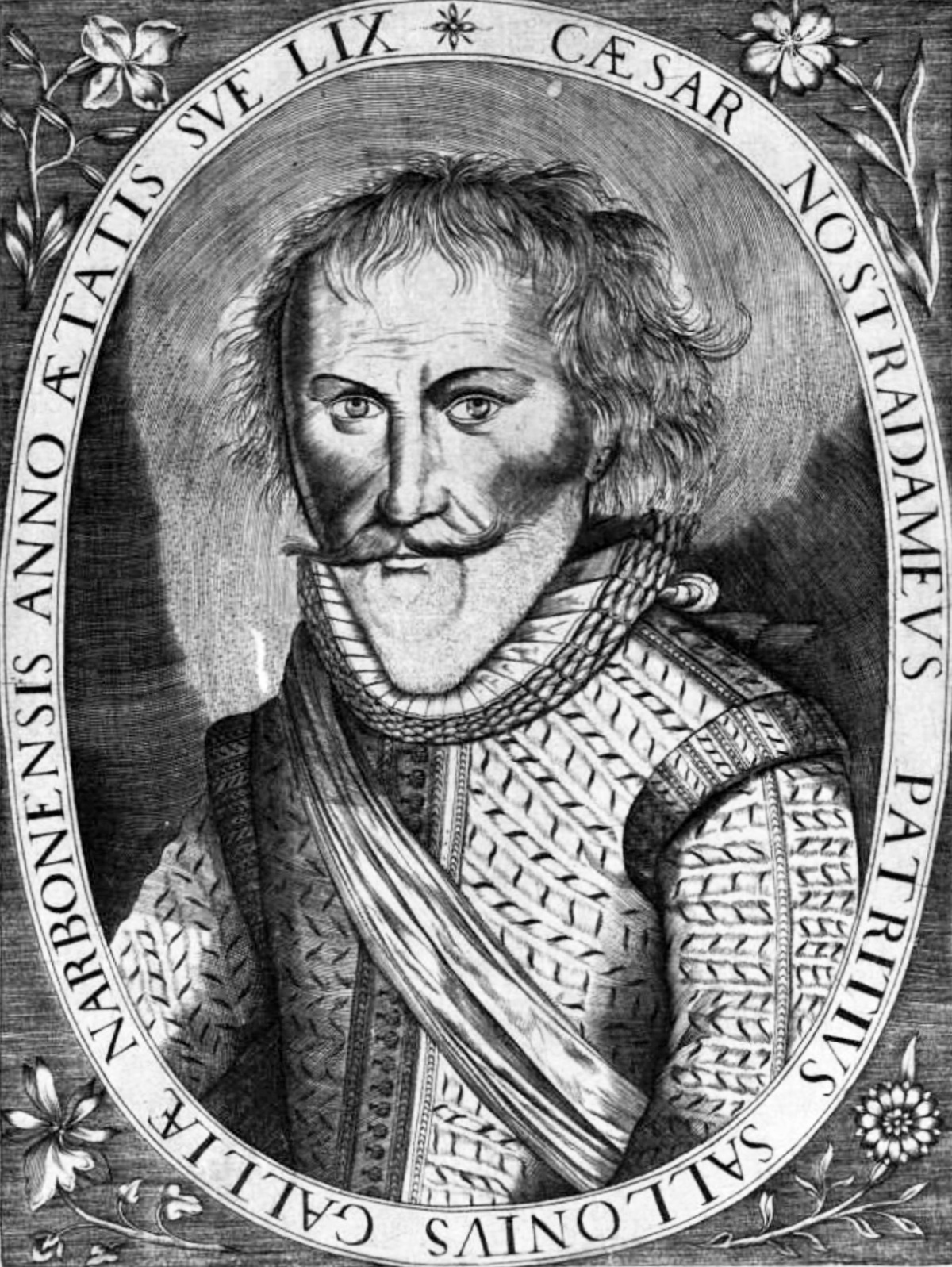
César de Nostredame (1614)

Louis Bellaud de La Bellaudière  (* 1543 in Grasse; † November 1588 ebenda) war ein französischer Dichter okzitanischer Sprache.

## Leben und Werk
Louis Bellaud de La Bellaudière wuchs in Grasse auf, reimte ab dem Alter von 7 Jahren und schrieb ab dem Alter von 10 Jahren Sonette in okzitanischer Sprache, angeblich zeit seines Lebens 25.000 Verse, von denen aber nur 10 % erhalten sind. Er wohnte meist in Aix-en-Provence, verkehrte am Hof des Gouverneurs der Provence Henri d’Angoulême und lernte dort César de Nostredame kennen. Man weiß, dass er in den 1570er-Jahren zu einer katholischen Truppe gehörte, die zwischen Poitiers und Bordeaux operierte und in den Jahren 1572–1574 in Moulins 20 Monate im Gefängnis verbrachte. Er starb in Grasse im Alter von 45 Jahren.
Sein Bundesonkel (oncle d'alliance) und Freund Pierre Paul (1554–1615) gab 1595 in Marseille seine gesammelten Werke heraus und gewann César de Nostredame für ein langes Vorwort, das aber wenig Bezug zum Inhalt hat. Es handelt sich um das erste in Marseille gedruckte Buch überhaupt.
Bellaud de La Bellaudière gilt als Meister des okzitanischen Sonetts im Stil Petrarcas. Er begründete eine neue Phase der okzitanischen Literaturgeschichte und wird deshalb oft mit Malherbe verglichen (der ab 1581 ebenfalls in Aix lebte).
In Grasse erinnert seit 1878 eine Gedenktafel an den Dichter (Place du petit Puy). In Toulon ist eine Avenue nach ihm benannt.

## Werke (Auswahl)
- Obros et rimos prouvenssalos. Hrsg. Pierre Paul; Vorwort von César de Nostredame. Marseille 1595. (verfasst 1573)
  - (moderne Ausgabe) Obros et rimos provvenssalos (einschließlich der Studie Bellaud de la Bellaudiere, poète provençal. XVIe siècle von Auguste Brun). Laffite reprints, Marseille 1974.
  - (kritische Ausgabe) Obros et rimos. Sonnets et autres rimes de la prison. Hrsg. Sylvan Chabaud. Presses universitaires de la Méditerranée, Montpellier 2011.
  - (zweisprachige Ausgabe okzitanisch-französisch) Obros et rimos provenssalos. Hrsg. und Übersetzer André Tartanson. Parlaren en Vaucluso, Avignon 1992.